# Cântec de protest

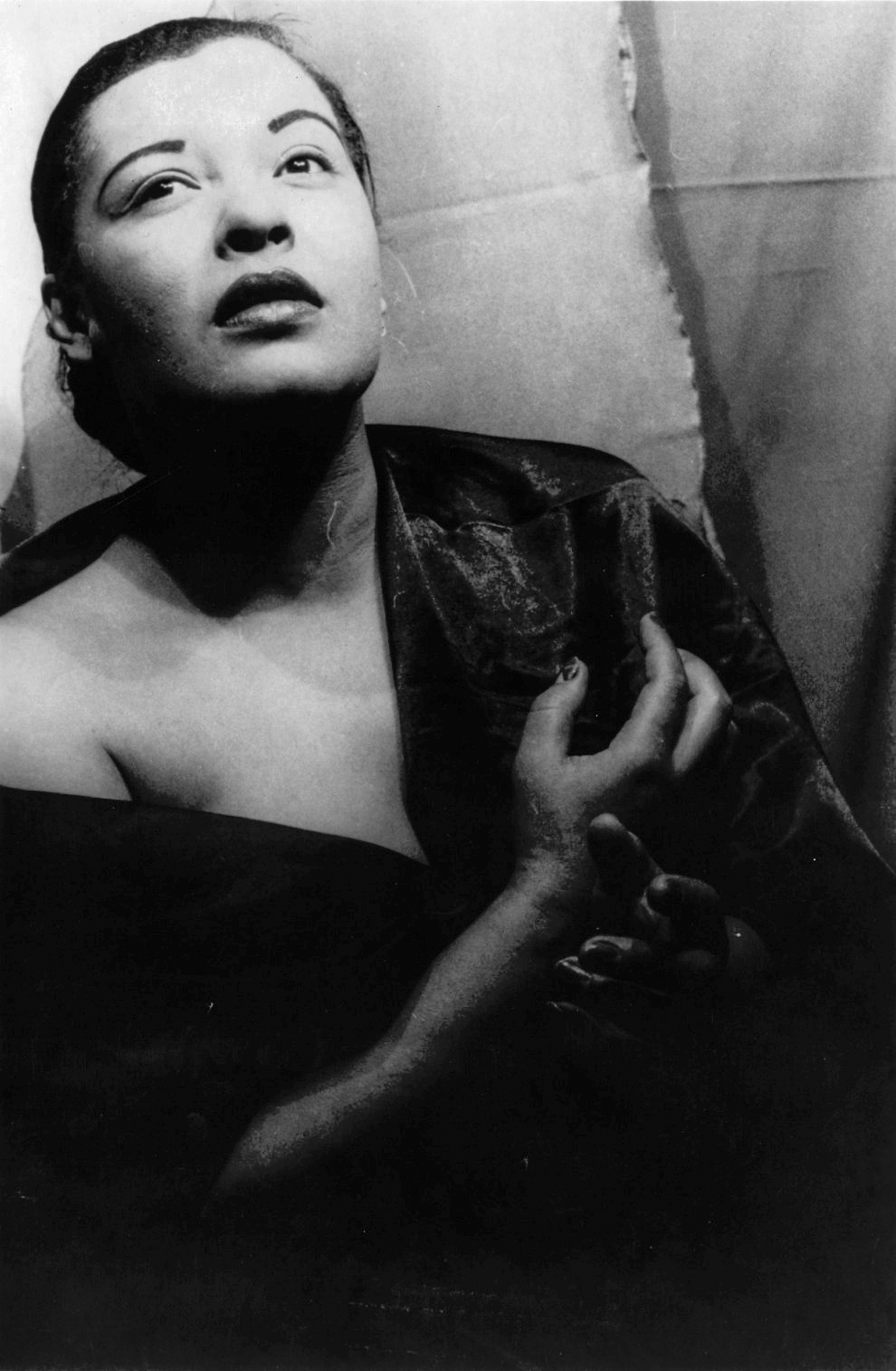
„Strange Fruit” de Billie Holiday protestează împotriva violenței îndreptate spre afro-americani la începutul secolului XX.

Cântecul de protest este o piesă muzicală cu un text clar îndreptat împotriva unei nedreptăți identificate de artist. Aceste cântece au căpătat o mare amploare în anii 60-70 prin muzica folk scrisă de John Lennon, Bob Dylan, Joan Baez, Richie Heavens ș.a.
Exemplul lor a fost urmat de alți muzicieni ce îmbrățișau alte stiluri muzicale dar cu același text protestatar: Bob Marley, Pearl Jam, U2, Rage Against the Machine, Green Day, și mulți alții.
În România putem considera un mare cântec de protest „Canarul” al formației Phoenix dar și piese de după '89, "Vinovații fără vină" - Pasărea Colibri, "Jos Cenzura" - Paraziții etc.
„Cântec de protest” este și titlul unei poezii de Nichita Stănescu, din volumul Sensul iubirii, apărut în 1960.